# Mistrz Półfigur Kobiecych

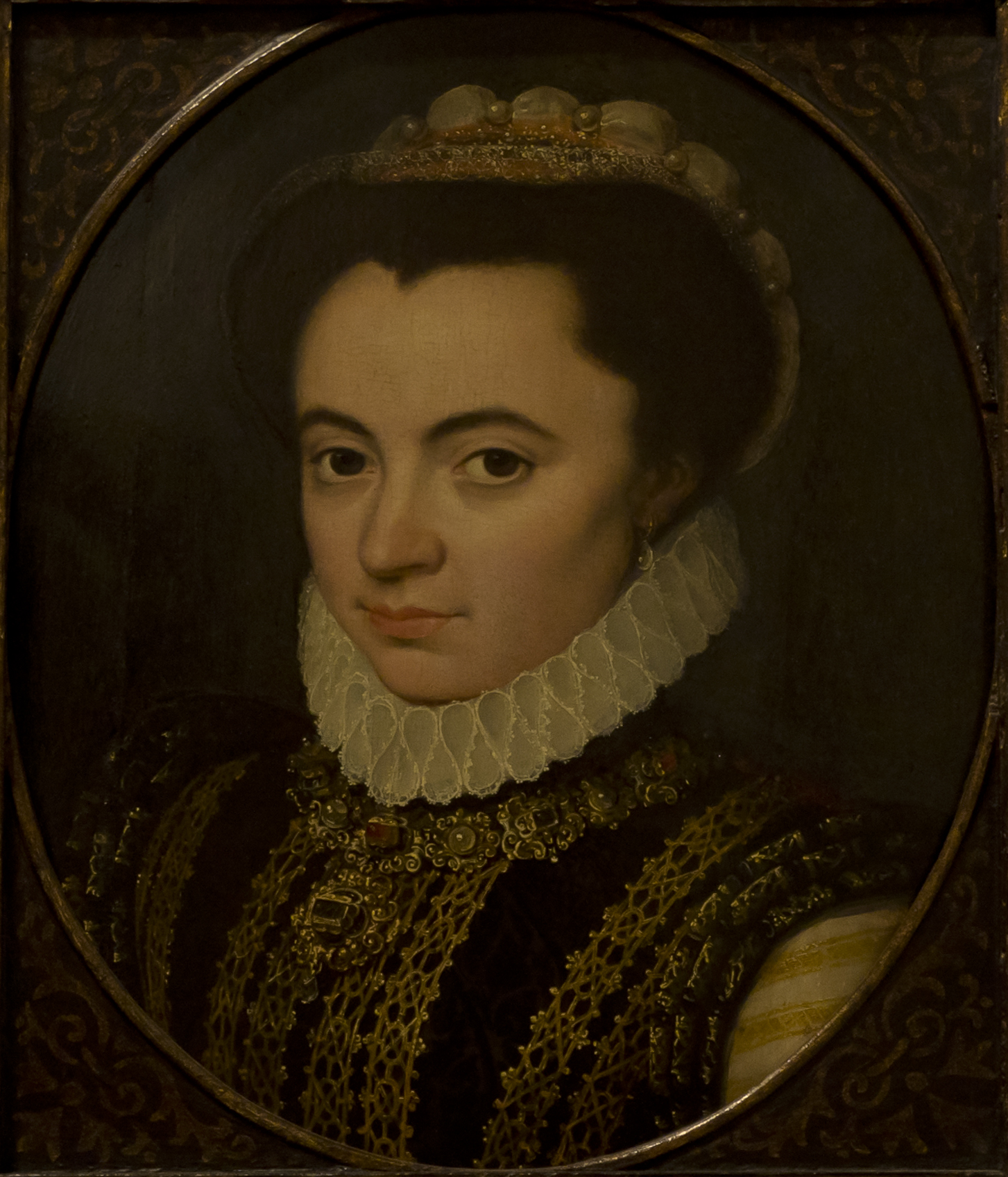
Izabela Portugalska z Muzeum Sztuki Dawnej w Lizbonie

Mistrz Półfigur Kobiecych – nazwa nadana malarzowi lub warsztatowi malarskiemu, aktywnemu w Antwerpii około 1530 roku. Mógł pochodzić z Antwerpii (wpływy Joachima Patinira) lub Brugii (wskazują na to podobieństwa stylistyczne do obrazów Ambrosiusa Bensona i Adriaena Isenbranta). Identyfikowano go z Jeanem Clouetem, Lucasem de Heere, Hansem Vereycke. Nie został jednak jednoznacznie zidentyfikowany, podobnie jak Mistrz z Flemalle czy Mistrz Piety z Awinionu.
Obrazy autora/ów malowane są w niewielkich rozmiarach olejem na drewnie i mają podobne, matrycowe twarze, co sugeruje produkcję znacznej ilości takich obrazów. Również jeden obraz z pracowni MPK często istnieje w wielu egzemplarzach. Dzieła Mistrza Półfigur Kobiecych przedstawiają najczęściej ujęte od pasa w górę dziewczęta z rodów arystokratycznych, najczęściej muzykujące lub śpiewające (wiadomo jednak, że namalował też Madonny od stóp w górę). Charakterystyczne dla MPK jest przedstawianie muzykujących (co może łączyc się z symbolem grzechu, np. w przypadku grania na flecie) oraz dokładne przedstawianie szczegółów (można odczytać z nich np. nuty pieśni). Oprócz znanych półfigur: Dama grająca na szpinecie (Muzeum Narodowe w Poznaniu), Trzy muzykantki (Gosudarstwiennyj Ermitaż, Sankt Petersburg), przypisywane mu obrazy o tematyce religijnej to: Święta Rodzina, Odpoczynek w czasie ucieczki do Egiptu, Matka Boska z Dzieciątkiem (Gosudarstwiennyj Ermitaż, Sankt Petersburg).